# 松田武彦
松田 武彦（まつだ たけひこ、1921年9月14日 - 1999年1月26日）は、日本の工学者、工学博士。
カーネギー工科大学（現カーネギーメロン大学）でハーバート・サイモンに学び、東京工業大学経営工学科助教授、教授、学長を歴任。日本オペレーションズ・リサーチ学会（OR学会）会長、IFORS（国際OR学会連合）会長、経営情報学会初代会長などをつとめ、日本における経営工学、OR研究の黎明期において、その発展、普及に寄与した。研究面では組織知能工学などを提唱。松田研究室出身者に飯島淳一など。

## 略歴
- 佐賀中学校、佐賀高等学校卒業
- 1943年9月 東京帝国大学工学部造兵学科卒業
- 1943年10月 海軍技術見習尉官
- 1950年3月 東京大学工学研究科特別研修生終了
- 1955年9月 カーネギー工科大学工業経営大学院修了
- 1955年12月 東京工業大学工学部経営工学科助教授
- 1963年10月 東京工業大学工学部経営工学科教授
- 1978年4月 東京工業大学大学院総合理工学研究科長
- 1981年10月 東京工業大学学長
- 1986年4月 産業能率大学学長
- 1996年4月 産能大学名誉学長

## 学位
- 1962年3月 工学博士（東京工業大学）
- 1985年5月 名誉法学博士（カーネギーメロン大学）

## 受賞
- 1995年4月 TAYLOR KEY AWARD

## 叙勲
- 1996年11月 勲二等瑞宝章[2]